# Salticus scenicus
Il ragno arlecchino o ragno zebra (Salticus scenicus (Clerck, 1757)) è un ragno saltatore comune nell'emisfero settentrionale. Il suo nome comune si riferisce alla vivida colorazione bianco-nera, mentre il nome scientifico deriva da Salticus, dal latino per “salto”, e dal greco scenicus, che si traduce in “teatrale” o “di un luogo decorativo”, in riferimento alla vistosa colorazione zebrata della specie.

## Descrizione
Le femmine di ragno zebra sono lunghe 5–9 mm, mentre i maschi sono lunghi 5–6 mm. I ragni zebra maschi hanno cheliceri decisamente più grandi delle femmine. I ragni della famiglia Salticidae hanno occhi mediani anteriori particolarmente grandi, sebbene anche gli occhi laterali anteriori e posteriori siano grandi se confrontati con gli occhi mediani posteriori molto piccoli. In totale presentano otto occhi, di cui i più grandi sono quelli mediani anteriori, responsabili principalmente della loro eccellente visione binoculare. I ragni sono neri con peli bianchi che formano strisce.

## Distribuzione e habitat
I ragni zebra sono diffusi in tutta l'Europa, il Nord America, e l'Asia settentrionale, dove si trovano in tutto l'Olartico.
Questa specie è naturalmente associata ad habitat aperti come pareti rocciose, spiagge di ciottoli e occasionalmente tronchi di alberi. A causa della loro preferenza per gli habitat aperti e verticali, spesso vivono in prossimità degli esseri umani in contesti urbani quali le recinzioni dei giardini e i muri degli edifici. È noto che i ragni entrano anche nelle case, dove spesso possono essere trovati a vivere negli angoli dei davanzali delle finestre.

## Comportamento

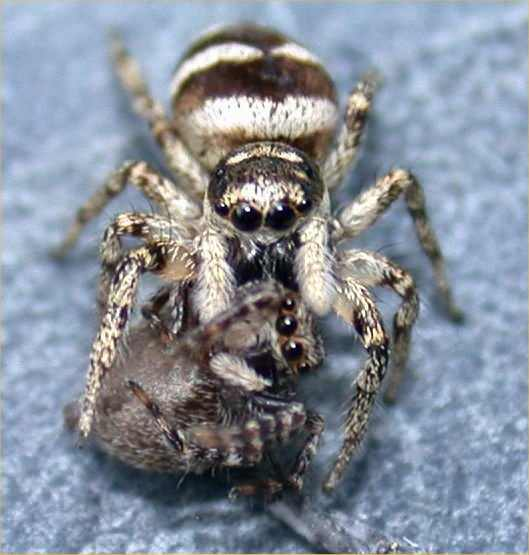
S. scenicus mangia Attulus pubescens

### Dieta
I ragni zebra tendono a cacciare ragni più piccoli e altri artropodi. Sono stati osservati mentre si nutrivano di zanzare lunghe quasi il doppio di loro. Sono stati anche osservati mentre catturavano prede lunghe fino a 3 volte la lunghezza del ragno stesso, come alcune specie più piccole di falena. Come altri ragni saltatori, questi ragni usano i loro grandi occhi anteriori per localizzare e seguire le loro prede. Si muovono lentamente verso la preda finché non sono abbastanza vicini da poterle balzare addosso; il loro comportamento di caccia è stato descritto come simile a quello dei gatti. Grazie alla loro vista acuta, riescono a valutare con precisione le distanze da coprire saltando.

### Caccia
Si orientano verso la preda individuata dai loro occhi laterali ogni volta che l'angolo sotteso da tale preda supera i 5,5°. La velocità della preda non è coinvolta nella determinazione della distanza reattiva, ma solo gli oggetti in movimento determinano l'orientamento. La probabilità che l'orientamento sia seguito dall'inseguimento è in funzione sia delle dimensioni della preda che della sua velocità. La velocità del ragno zebra diminuisce progressivamente man mano che si avvicina alla preda (stazionaria).
Prima di saltare, i ragni arlecchino incollano un filo di seta alla superficie da cui stanno saltando, in modo che se non raggiungono il bersaglio, possono risalire lungo il filo e riprovare. Tuttavia, possono anche calarsi con un filo di seta se vogliono scendere in sicurezza da una certa altezza; ad esempio sono stati documentati mentre si calavano dai soffitti. Ignorano gli insetti poco appetitosi come le formiche.
Non ci sono muscoli estensori nelle "articolazioni a cerniera" delle zampe del ragno; l'estensione delle articolazioni nelle zampe è controllata dalla pressione sanguigna emocelica. La prova più significativa che questa estensione sia dovuta a forze idrauliche è che le spine delle zampe si erigono durante il salto, a causa dell'aumento della pressione corporea, elemento che può essere riscontrato in molti ragni. Il salto del ragno zebra è dovuto quasi interamente al rapido raddrizzamento del quarto paio di zampe. La velocità media del salto è stimata tra i 0,64 e il 0,79 m/s.

### Riproduzione
Questa specie si riproduce durante i mesi primaverili ed estivi. Quando un ragno maschio e una femmina si incontrano, il maschio esegue una danza di corteggiamento. La danza consiste nell'agitare le zampe anteriori, i pedipalpi, e muovere l'addome su e giù. Durante la danza del corteggiamento i maschi usano le loro striature per segnalare che desiderano accoppiarsi con la femmina. Il rituale del corteggiamento si basa molto sulla vista. Quanto migliore è la danza, tanto più è probabile che la femmina voglia accoppiarsi. I maschi devono fare attenzione quando si avvicinano a una femmina perché possono rischiare di essere attaccati o addirittura scambiati per una specie preda. Se la femmina è impressionata dalla danza del maschio, gli permetterà di avvicinarsi. La femmina si accovaccia e permette al maschio di salirle sopra. I ragni maschi utilizzano un paio di appendici simili a zampe chiamate pedipalpi per trasferire lo sperma alla femmina durante il processo di accoppiamento. Le femmine rimangono con le loro sacche di uova e sorvegliano i piccoli dopo la schiusa. Dopo che i ragnetti hanno subito la loro seconda muta lasciano la madre e diventano autonomi.

## Tassonomia
Salticus scenicus è stato uno dei ragni inclusi nell'opera del 1757 di Carl Alexander Clerck Svenska Spindlar / Aranei Suecici, il punto di partenza per la nomenclatura dei ragni nella nomenclatura zoologica. Clerck originariamente chiamò la specie Araneus scenicus, e Carlo Linneo, nell'edizione del 1758 del Systema Naturae, la chiamò Aranea scenica; l'epiteto specifico scenicus significa "attore". Da allora sono stati pubblicati numerosi sinonimi:
- Araneus scenicus
- Aranea scenica
- Aranea albo-fasciata
- Aranea fulvata
- Attus scenicus
- Attus candefactus
- Epiblemum faustum
- Attus scenicoides
- Calliethera histrionica
- Calliethera scenica

- Calliethera aulica
- Salticus albovittatus
- Attus histrionicus
- Callithera alpina
- Callietherus histrionicus
- Epiblemum histrionicum
- Salticus histrionicus
- Epiblemum scenicum
- Calliethera goberti
- Calliethera albovittata